# Psihoterapie pozitivă

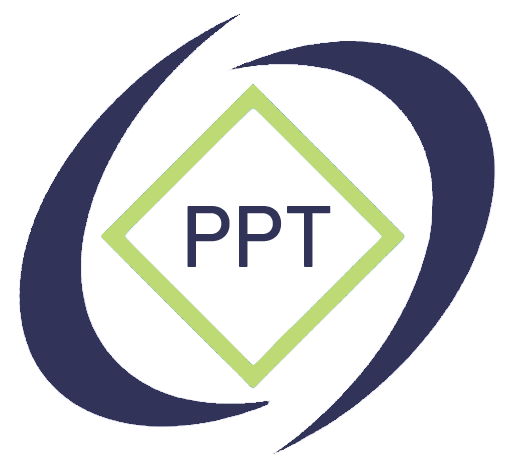
Positive and Transcultural Psychotherapy (PPT after N. Peseschkian since 1977)

Psihoterapia pozitivă (PPT după Peseschkian, din 1977) este o metodă psihoterapeutică dezvoltată de psihiatrul și psihoterapeutul Nossrat Peseschkian⁠(d) și colegii săi de muncă în Germania, începând cu anul 1968. Această abordare psihoterapeutica psihodinamică⁠(d), umanistă, se bazează pe o concepție pozitivă a naturii umane. PPT este o metodă integrativă care include elemente umaniste, sistemice, psihodinamice și cognitiv-comportamentale⁠(d). Astăzi există centre și programe de formare în aproximativ douăzeci de țări din întreaga lume. Metoda nu trebuie confundată cu psihologia pozitivă.

## Descriere
Psihoterapia pozitivă (PPT) este o abordare terapeutică dezvoltată de Nossrat Peseschkian⁠(d) în anii '70 și '80. Cunoscută inițial sub numele de "analiză diferențială", a fost redenumită ca psihoterapie pozitivă atunci când Peseschkian și-a publicat lucrarea în 1977, aceasta fiind ulterior tradusă în engleză în 1987. Termenul "pozitiv" sau "positivus" (din latină) în PPT se referă la aspectele actuale, reale și concrete ale experiențelor umane.
Obiectivul principal al psihoterapiei pozitive și al practicienilor săi este de a ajuta pacienții și clienții să își recunoască și să își cultive abilitățile, punctele forte, resursele și potențialul. Această abordare combină elemente din diverse paradigme de psihoterapie, printre care:
- o perspectivă umanistă⁠(d) asupra naturii umane și a alianței terapeutice,
- o înțelegere psihodinamică⁠(d) a tulburărilor mentale și psihosomatice,
- o abordare sistemică ce ia în considerare familia, cultura, munca și mediul, precum și o abordare practică, de auto-ajutorare
- un proces de terapie în cinci etape, orientat spre obiective, care integrează tehnici din diferite metode terapeutice[5].

PPT se caracterizează prin abordarea sa centrată pe conflict și orientată spre resurse, care își trage influența din observațiile transculturale din peste douăzeci de culturi diferite . Poziționată între terapia cognitiv-comportamentală manualizată și psihoterapia analitică orientată spre proces, PPT folosește o abordare semi-structurată pentru diagnosticare, tratament, auto-ajutorare post-terapeutică și formare.

## Despre fondator

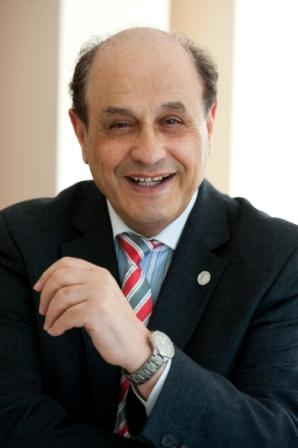
Dr. Nossrat Peseschkian

Nossrat Peseschkian, fondatorul psihoterapiei pozitive, a fost un psihiatru, neurolog, psihoterapeut și specialist în medicină psihosomatică, german de origine iraniană. La sfârșitul anilor 1960 și începutul anilor 1970, el s-a inspirat din diverse surse:
- Spiritul predominant al acelei epoci care a dat naștere psihologiei umaniste și progreselor sale ulterioare.
- Interacțiuni personale cu psihoterapeuți și psihiatri notabili și influenți, precum Viktor Frankl, Jacob L. Moreno și Heinrich Meng, printre alții.
- Principiile și valorile umaniste și integratoare ale Credinței Baháʼí.
- Urmărirea unei abordări integrative, în special datorită experiențelor negative ale conflictelor dintre psihanaliști și terapeuții comportamentali din Germania în acea perioadă.
- Observații transculturale extinse, motivate de căutarea unei metodologii sensibile din punct de vedere cultural.

Peseschkian este legat de dezvoltarea acestei abordări, deoarece istoria vieții și personalitatea sa au influențat puternic crearea acesteia. Peseschkian a fost descris de biograful său ca fiind un "rătăcitor între două lumi" ; biografia sa a fost subintitulată The East and the West.
Potrivit lui Peseschkian, dezvoltarea psihoterapiei pozitive a fost motivată de experiența sa ca iranian care a trăit în Europa începând cu 1954. Aceasta l-a făcut extrem de conștient de diferențele de comportament, obiceiuri și atitudini dintre culturi.
Această conștientizare a început în copilărie, când a observat cum obiceiurile sale religioase diferă de cele ale colegilor și profesorilor săi musulmani, creștini și evrei. Experiențele sale l-au determinat să reflecteze asupra relațiilor dintre diferite religii și oameni și să înțeleagă atitudinile ca provenind din viziuni asupra lumii și concepte familiale. În timpul pregătirii sale de specialitate, Peseschkian a asistat la confruntări între diferite metode psihiatrice, neurologice și psihoterapeutice - experiențe care l-au învățat importanța renunțării la prejudecăți .
Psihoterapia pozitivă poate fi urmărită până la fundamentele psihologiei umaniste și ale psihoterapiei care au fost stabilite de Kurt Goldstein, Abraham Maslow și Carl Rogers. Influența puternică a psihanalizei și a evoluțiilor sale ulterioare, inclusiv a abordărilor neofreudiene, psihosomatice și orientate spre focalizare, precum cea a lui Balint, a modelat, de asemenea, perspectiva lui Peseschkian. Ca răspuns la aceste diviziuni, el a aspirat să construiască o metateorie care ar putea acoperi diferențele dintre ele. În același timp, anumite principii ale Credinței Bahá'í l-au fascinat și inspirat pe Peseschkian pe tot parcursul vieții sale. Aceste principii au cuprins armonia dintre știință și religie, conceptul bahá'í de ființă umană ca "o mină bogată în pietre prețioase de o valoare inestimabilă" și viziunea unei societăți globale care să îmbrățișeze diversitatea culturală. Aceste principii au jucat un rol semnificativ în modelarea operei și a viziunii sale filosofice.
Progresul psihoterapiei pozitive poate fi atribuit mai multor factori care au contribuit la dezvoltarea sa de-a lungul timpului. Printre acești factori se numără cunoștințele dobândite de fondator în cadrul educației medicale continue, experiențele dobândite prin lucrul cu pacienții în practica psihoterapeutica și psihosomatica, interacțiunile cu persoane din diverse culturi, religii și sisteme de valori, precum și natura diversă și variată a metodelor de psihoterapie. Aceste experiențe cumulative au culminat cu crearea "Analizei diferențiale" în 1969, care ulterior a fost perfecționată și a apărut ca psihoterapie pozitivă în 1977. Titlurile primelor cărți scrise de Peseschkian, cum ar fi "Psychotherapy of Everyday Life" (1974) și "In Search of Meaning" (1983), reflectă influența psihanalizei și a școlilor existențialiste de psihoterapie asupra dezvoltării psihoterapiei pozitive În plus, titlul Positive Family
Therapy (1980) subliniază creșterea sa paralelă cu terapia familială sistemică din anii 1970. În total, Peseschkian este autorul a 29 de cărți și a numeroase articole despre această abordare, contribuind la literatura de specialitate și la diseminarea ei extinsă.

## Dezvoltare și istorie

### 1970-1980s
Anii '70 au marcat o perioadă importantă în dezvoltarea și acceptarea psihoterapiei pozitive așa cum o cunoaștem astăzi. A servit drept punct de cotitură când PPT a obținut o recunoaștere mai largă în cadrul domeniului psihoterapiei. În această perioadă, principiile fundamentale ale PPT au început să prindă contur și au fost puse în aplicare în tratamentul a numeroși pacienți și a familiilor acestora. Aceste principii au fost, de asemenea, supuse unor teste și au fost prezentate în cadrul unor conferințe internaționale, atât în Germania, cât și în afara țării. În această epocă semnificativă, au fost publicate patru din cele cinci cărți fundamentale ale PPT. Aceste cărți includ Psihoterapia vieții cotidiene (publicată inițial sub titlul Schatten auf der Sonnenuhr în 1974), Psihoterapia pozitivă (publicată inițial în limba germană în 1977), Povești orientale ca instrumente de psihoterapie (publicată inițial în limba germană în 1979) și Terapia pozitivă de familie (publicată inițial în limba germană în 1980). Mai mult, anii 1970 au fost martorii înființării primelor cursuri postuniversitare de formare în PPT, odată cu crearea unei organizații de formare în 1974, care a devenit ulterior precursorul Academiei de Psihoterapie din Wiesbaden (WIAP). Camera Medicală din Hesse a recunoscut această organizație de formare în 1979 pentru formarea de rezidențiat în psihoterapie. În plus, Asociația Germană pentru Psihoterapie Pozitivă a fost fondată în 1977, devenind prima asociație națională de psihoterapie pozitivă din lume.
De-a lungul anilor 1980, PPT a cunoscut o dezvoltare continuă, ceea ce a dus la lansarea unor cărți suplimentare, cum ar fi "În căutarea sensului" (publicată inițial în germană în 1983 și tradusă ulterior în engleză în 1985). Eforturile de colaborare cu tineri colegi au contribuit și mai mult la sistematizarea metodei PPT. O etapă importantă în această perioadă a fost finalizarea disertației lui Hamid Peseschkian în 1988, care a marcat prima disertație axată exclusiv pe PPT. În cadrul acestei disertații, un progres important a fost făcut în structurarea primului interviu în PPT. A fost introdus un chestionar conceput special pentru acest interviu inițial și supus ulterior unui studiu psihodinamic. În 1988, acest chestionar pentru primul interviu, împreună cu WIPPF (chestionar în PPT), a fost publicat cu modificări minore. Acest precursor al primului interviu psihodinamic semi-structurat de mai târziu a fost unul dintre primele exemple din cadrul domeniului psihoterapiei psihodinamice.
În anii 1980, Peseschkian a călătorit mult pentru a susține seminarii PPT în țările în curs de dezvoltare din Asia și America Latină. Lucrări importante ale PPT au fost traduse în limba engleză în această perioadă. Peseschkian a susținut, de asemenea, traininguri în domeniul managentului și coachingului, generând interes pentru aplicarea PPT în aceste domenii.

### 1990-2010
În această perioadă, Peseschkian a publicat ultima sa lucrare fundamentală, Psihosomatică și psihoterapie pozitivă, în 1991 (versiunea germană), tradusă ulterior în limba engleză în 2013. Această carte a introdus o abordare structurată și psihodinamică pentru tratarea diferitelor tulburări psihologice și fizice.
Schimbările politice din Europa Centrală și de Est din anii 1990 au accelerat foarte mult expansiunea internațională a PPT, care începuse deja în anii 1980. PPT s-a confruntat cu un interes semnificativ în aceste culturi, care dețineau o poziție psihologică unică între culturile orientale și occidentale. Colegii din Europa de Est, cunoscuți pentru metodele lor de lucru organizate și setea de cunoaștere, au jucat un rol crucial în sistematizarea seminariilor PPT în afara Germaniei. Până în 1990, au fost înființate peste 30 de centre în întreaga lume, începând cu primul centru din Kazan, Rusia. Primele asociații naționale de psihoterapie pozitivă au fost formate în Bulgaria (1993), România (2004) și Rusia. Internaționalizarea PPT a continuat cu înregistrarea legală a Centrului Internațional de Psihoterapie Pozitivă în 1996 ca ONG în Germania, care a evoluat ulterior în Asociația Mondială pentru Psihoterapie Pozitivă și Transculturală (WAPP). Aceste evoluții au coincis cu crearea Asociației Europene de Psihoterapie (EAP) la Viena în 1990, care a stabilit standarde profesionale și juridice pentru psihoterapie. Reprezentanții psihoterapiei pozitive au fost implicați activ în EAP încă de la înființarea acesteia.
În țările vorbitoare de limbă germană, o dezbatere privind eficiența diferitelor metode de psihoterapie a fost declanșată de publicația lui Klaus Grawe din 1994 și de discuția care a urmat în jurul legilor privind psihoterapia. Ca răspuns, Peseschkian și colegii săi au realizat un amplu Studiu de eficacitate a psihoterapiei pozitive, care a primit Premiul Richard Merten în 1997. Acest studiu a furnizat dovezi empirice ale eficacității practice a PPT și s-a aliniat la accentul tot mai mare pus pe practicile bazate pe dovezi în psihoterapie.
În 1999, a fost publicat un curriculum internațional de formare pentru studii avansate în PPT, bazat pe experiențe din diferite țări. Anul 2000 a marcat inaugurarea formării internaționale anuale pentru formatori în psihoterapie pozitivă. Extinderea PPT a fost formalizată în Germania, Academia de Psihoterapie din Wiesbaden (WIAP) primind recunoaștere guvernamentală pentru formarea postuniversitară de rezidențiat pf psihologi în psihoterapie psihodinamică și pedagogi și asistenți sociali în psihoterapie pentru copii și adolescenți. Legea germană pentru psihoterapeuți din 1998, a stimulat dezvoltări suplimentare în ceea ce privește curricula și sistematizarea formării de bază și avansate în TPP, extinzându-și influența dincolo de Germania. De-a lungul anilor, seminariile de nivel de bază organizate în Europa de Est au dus la apariția unor noi concepte. PPT a depășit contextul său medical inițial și și-a găsit aplicații în diverse domenii, inclusiv în educația școlară și universitară, în formarea în management și în coaching. Primul congres mondial al PPT a fost organizat în 1997 la Sankt Petersburg, Rusia, iar de atunci la fiecare 3-4 ani. În 2005, la Universitatea UTEPSA din Santa Cruz, Bolivia, a fost finalizat primul program de studii postuniversitare care oferă o diplomă de master în PPT. Fundația Prof. Peseschkian, cunoscută și sub numele de Academia Internațională de Psihoterapie Pozitivă și Transculturală (IAPP), a fost înființată în 2005 de Manije și Nossrat Peseschkian. Aceasta facilitează inițiativele internaționale și supraveghează gestionarea Arhivelor Internaționale de Psihoterapie Pozitivă.

### Din 2010
Odată cu dispariția lui Nossrat Peseschkian, fondatorul PPT, în 2010, comunitatea PPT a intrat într-o nouă etapă.
Asociația Mondială pentru Psihoterapie Pozitivă și Transculturală (WAPP) este organizația globală umbrelă pentru psihoterapia pozitivă. Înființată în 1996 sub numele de Centrul Internațional pentru Psihoterapie Pozitivă, WAPP cuprinde membri individuali, asociații naționale, institute de formare, centre și birouri reprezentative la nivel național și regional. Obiectivul său principal este de a oferi sprijin membrilor săi și persoanelor interesate în studierea, practicarea și promovarea psihoterapiei pozitive. WAPP este înregistrată ca organizație non-profit în Wiesbaden, Germania, iar în 2023 se mândrește cu peste 2.200 de membri individuali din 50 de țări.
Psihoterapia pozitivă este o modalitate recunoscută oficial de către Asociația Europeană de Psihoterapie (EAP). Federația Europeană a Centrelor de Psihoterapie Pozitivă (European Federation of Centers for Positive Psychotherapy - EFCPP) este o organizație care funcționează în întreaga Europă, servind ca organizație la nivel european (EWO), acreditare la nivel european - European Wide Accrediting Organization (EWAO) și un Institut European de Formare în Psihoterapie Acreditat (EAPTI) prin intermediul IAPP-Academy, afiliat la EAP. Aspiranții la psihoterapie pot obține Certificatul European de Psihoterapie (ECP) în Psihoterapie Pozitivă, urmând o formare în cadrul EFCPP.
Psihoterapia pozitivă este o marcă înregistrată în Statele Unite ale Americii (nr. de înregistrare 6,082,225). În 2016, psihoterapia pozitivă a fost înregistrată oficial atât în Uniunea Europeană, cât și în Elveția.
Începând cu 2023, au fost înființate asociații naționale pentru PPT în Bulgaria, Georgia, Germania, România, Kosovo, Ucraina și Etiopia. În plus, PPT este promovat în mod activ prin intermediul unor centre de formare locale sau regionale în Armenia, Austria, Belarus, Bulgaria, China, Cipru, Georgia, Germania, Kosovo, Letonia, Macedonia de Nord, Polonia, România, Rusia, Turcia, Ucraina și Regatul Unit. Seminariile și prelegerile privind PPT au ajuns în peste 80 de țări din întreaga lume. În mod special, PPT este acum inclusă în curricula pentru programele de psihologie și psihoterapie la universități din Bulgaria, Grecia, Rusia, Ucraina și Turcia.

## Teorie

### Caracteristici principale
Bazele PPT sunt înrădăcinate în teorii științifice care pot fi găsite și în alte terapii. Cu toate acestea, metoda lui Peseschkian combină elemente ale teoriilor și practicilor psihoterapeutice psihodinamice și umaniste pentru a crea o abordare psihoterapeutică transculturală. PPT implementează, de asemenea, o abordare integrativă care ia în considerare nevoile individuale ale clientului, principiile salutogenetice, terapia de familie și instrumentele de auto-ajutorare.
Principalele caracteristici ale metodei PPT:
- Metodă de psihoterapie integrativă
- Metoda psihodinamică umanistă
- Sistem terapeutic coerent și integrat
- Metoda pe termen scurt centrată pe conflict
- Metoda sensibilă la cultură
- Metoda culturală
- Utilizarea poveștilor, anecdotelor și înțelepciunilor
- Intervenții și tehnici inovatoare
- Aplicație în psihoterapie, alte discipline medicale, consiliere, educație, prevenire, management și traininguri.

### Principii de bază
Cele trei principii de bază sau piloni ai psihoterapiei pozitive sunt:
- Principiul speranței
- Principiul echilibrului
- Principiul consultării

Principiul speranței sugerează că terapeuții urmăresc să îi ajute pe pacienți să înțeleagă și să perceapă sensul și scopul din spatele tulburării sau conflictului lor. În consecință, tulburarea este reformulată într-o manieră "pozitivă", ceea ce duce la interpretări pozitive. Iată câteva exemple:
- Tulburarea somnului este văzută ca fiind capacitatea de a rămâne alert și de a se descurca cu un somn limitat.
- Depresia este văzută ca fiind capacitatea de a trăi profund și de a exprima emoțiile ca răspuns la conflicte.
- Schizofrenia este considerată ca fiind capacitatea de a exista simultan în două lumi sau într-un tărâm fantezist.

Prin adoptarea acestei perspective optimiste, devine posibilă o schimbare de perspectivă nu numai pentru pacient, ci și pentru mediul înconjurător. Astfel, bolile au o funcție simbolică pe care atât terapeutul, cât și pacientul trebuie să o recunoască. Pacientul învață că simptomele și bolile acționează ca semnale pentru a restabili echilibrul în cele patru dimensiuni ale vieții sale.
Principiul echilibrului recunoaște că, în ciuda variațiilor sociale și culturale, toți indivizii tind să se bazeze pe mecanisme comune de adaptare atunci când se confruntă cu problemele lor. Nossrat Peseschkian, împreună cu Modelul de echilibru al psihoterapiei pozitive, a dezvoltat o abordare dinamică și contemporană a rezolvării conflictelor în diferite culturi. Acest model evidențiază patru aspecte fundamentale ale vieții:
- Corp/Sănătate - preocupări psihosomatice.
- Realizări/Muncă - factori care contribuie la stres.
- Contact/Relații - potențiali factori declanșatori de depresie.
- Viitor/Fantezie/Semnificația vieții - temeri și fobii.

Deși aceste patru domenii sunt inerente tuturor oamenilor, societățile occidentale tind să acorde prioritate domeniilor de bunăstare fizică și succes profesional, în timp ce tările estice pun un accent mai mare pe conexiunile interpersonale, imaginația și aspirațiile viitoare (un aspect transcultural al psihoterapiei pozitive). Se știe că un contact insuficient și lipsa de imaginație contribuie la diverse boli psihosomatice.
Fiecare individ își dezvoltă propriile preferințe de adaptare atunci când se confruntă cu conflicte. Cu toate acestea, atunci când un anumit mod de soluționare a conflictelor domină, alte moduri pot fi puse în umbră. Conținutul conflictelor, cum ar fi punctualitatea, ordinea, politețea, încrederea, timpul și răbdarea, sunt clasificate ca fiind capacități primare și secundare, construite pe capacitățile fundamentale de iubire și cunoaștere. Aceasta poate fi văzută ca o diferențiere bazată pe conținut a modelului clasic al lui Freud al id-ului, ego-ului și superego-ului.
Principiul consultării introduce conceptul celor cinci etape ale terapiei și ale auto-ajutorării, care sunt strâns legate între ele în Psihoterapia Pozitivă. În aceste etape, atât pacientul, cât și familia sa sunt informați cu privire la boală și la soluția individualizată pentru aceasta. Cele cinci etape sunt următoarele:
1. Observare și distanțare: Această etapă implică perceperea și exprimarea dorințelor și problemelor, menținând în același timp un anumit nivel de detașare emoțională.
2. Efectuarea inventarului: Capacitățile cognitive intră în joc pe măsură ce pacientul reflectează asupra evenimentelor semnificative din viața sa, evenimente ce au avut loc în ultimii 5-10 ani.
3. Încurajarea situațională: În această etapă se pune accentul pe auto-ajutorare și pe activarea resurselor interne. Pacientul este încurajat să se bazeze pe succesele din trecut în rezolvarea conflictelor.
4. Verbalizarea: Sunt accentuate capacitățile de comunicare ale pacientului, permițându-i să articuleze și să exprime conflictele și problemele restante legate de cele patru dimensiuni ale vieții.
5. Extinderea obiectivelor: Această etapă urmărește să încurajeze o orientare spre viitor în viață, odată ce problemele sunt rezolvate. Pacientului i se adresează întrebări de genul: "Ce ați dori să faceți atunci când toate problemele vor fi rezolvate?".

Aceste cinci etape cuprind o abordare cuprinzătoare a terapiei și a auto-ajutorării, oferind un cadru pentru abordarea diferitelor aspecte ale stării de bine ale unui individ și pentru promovarea creșterii personale și a aspirațiilor sale viitoare.

### Psihoterapia pozitivă ca metateorie
Scopul inițial al lui Peseschkian a fost dublu: în primul rând, să creeze o metodă pe care pacienții să o poată înțelege și utiliza cu ușurință și, în al doilea rând, să ofere psihoterapia pozitivă ca mediator între diferite școli de psihoterapie. În cartea sa "Psihoterapia pozitivă" (publicată în 1977 în limba germană și în 1987 în limba engleză), el a dedicat un întreg capitol acestei provocări, intitulat "Psihoterapia pozitivă și alte psihoterapii" (paginile 365-400). Peseschkian a considerat acest capitol ca fiind cel mai provocator și cel mai laborios din carte. El a subliniat faptul că psihoterapia pozitivă nu ar trebui să fie percepută doar ca o altă metodă în cadrul domeniului psihoterapiei. În schimb, ea oferă un cadru cuprinzător care permite selectarea abordărilor metodologice adecvate pentru cazuri specifice și facilitează alternanța între aceste metode. În esență, psihoterapia pozitivă reprezintă o metateorie a psihoterapiei. Aceasta vede psihoterapia nu doar ca pe o metodă fixă pentru a aborda profiluri specifice de simptome, ci și ca pe un răspuns la contextele societale, transculturale și sociale mai largi în care operează.
De asemenea, Peseschkian a insistat asupra faptului că psihoterapia pozitivă nu ar trebui privită ca un sistem închis și exclusivist, ci, dimpotrivă, atribuie importanță diferitelor metode psihoterapeutice. Ea cuprinde diverse abordări, cum ar fi cea psihanalitică, psihodinamică, terapia comportamentală, terapia de grup, hipnoterapia, tratamentul bazat pe medicație și terapia fizică. Psihoterapia pozitivă poate fi considerată o metodă integratoare care încorporează mai multe dimensiuni ale terapiei.
A fost nevoie de aproape două decenii până când Klaus Grawe și colegii săi din Elveția au publicat o meta-analiză privind eficiența diferitelor abordări psihoterapeutice și au propus o metodă generală care transcende școlile tradiționale de psihoterapie. În Statele Unite, Jerome Frank a publicat o schemă de psihoterapie integrată, dar și acest plan a fost întâmpinat cu controverse și nu a fost acceptat. Mișcările pentru psihoterapie eclectică și integrativă, care au găsit o acceptare din ce în ce mai mare de atunci, au ocolit totuși obiectivul central al integrării teoretice și s-au mulțumit în mare măsură cu funcția periferică de a utiliza tehnici din diferite școli. În prezent, există un consens tot mai mare asupra faptului că factori precum alianța terapeutică, empatia, așteptările, adaptarea culturală și personalitatea terapeutului sunt mai importanți decât metodele și tehnicile specifice.

### Abordare pozitivă
Psihoterapia pozitivă pune accentul pe mobilizarea capacităților existente și a potențialului de autoajutorare, în loc să se concentreze în primul rând pe eliminarea tulburărilor existente. Terapia pornește de la posibilitățile de dezvoltare și capacitățile indivizilor implicați (Peseschkian N., pp. 1-7), urmând abordarea lui Maslow care a inventat termenul de "psihologie pozitivă" pentru a sublinia importanța concentrării pe calitățile pozitive ale oamenilor. Simptomele și tulburările sunt privite ca reacții la conflicte, iar terapia este numită "pozitivă" pentru că recunoaște integralitatea indivizilor implicați, incluzând atât patogeneza bolii, cât și salutogeneza bucuriilor, capacităților, resurselor, potențialelor și posibilităților. (Jork K, Peseschkian N., p. 13).
Termenul pozitiv în psihoterapia pozitivă se bazează pe conceptul de "științe pozitive" (bazat pe Max Weber, 1988), care înseamnă o descriere fără judecată a fenomenului observat. Nossrat Peseschkian folosește termenul positum într-un sens mai larg, însemnând ceea ce este disponibil, dat sau actual. Acest aspect pozitiv al bolii este la fel de important pentru înțelegerea și tratamentul clinic al afecțiunii ca și aspectul negativ. Terapia urmărește mobilizarea capacităților existente și a potențialului de autoajutorare și se concentrează pe posibilitățile de dezvoltare și pe capacitățile indivizilor implicați, mai degrabă decât să îi trateze doar ca pe un "sac de simptome". Peseschkian consideră că simptomele și tulburările sunt reacții la conflicte, iar terapia este numită "pozitivă" deoarece pornește de la conceptul de integralitate a persoanelor implicate ca un dat.
Conceptul de psihoterapie pozitivă se bazează pe o viziune umanistă asupra naturii umane, care pune accentul pe bunătatea și potențialul inerent al indivizilor. Conform PPT, oamenii au două capacități de bază: să iubească și să cunoască, iar prin educație și dezvoltare personală, ei pot dezvolta în continuare aceste capacități și personalitățile lor unice. Terapia, în acest context, este văzută ca un instrument de promovare a creșterii și educației ulterioare pentru pacient și familia acestuia.
În psihoterapia pozitivă, tulburările sunt reîncadrate într-o lumină pozitivă. Depresia, de exemplu, este văzută ca fiind "capacitatea de a reacționa la conflicte cu emoții profunde"; teama de singurătate este văzută ca fiind "dorința de a fi cu alte persoane"; alcoolismul este reinterpretat ca fiind "capacitatea de a se aproviziona cu căldura (și iubirea) care nu este primită de la alții"; psihoza este considerată ca fiind "capacitatea de a trăi în două lumi în același timp"; iar simptomele cardiace sunt văzute ca fiind "capacitatea de a ține ceva foarte aproape de inima cuiva".
Procesul pozitiv implicat în PPT are ca rezultat o schimbare de perspectivă pentru toate părțile implicate, inclusiv pentru pacient, familia acestuia și terapeut/medic. În loc să se concentreze doar asupra simptomului, atenția este îndreptată spre conflictul de bază. Mai mult, această abordare permite identificarea "pacientului real", care, adesea, nu este cel care caută tratament, ci mai degrabă un membru al mediului său social. Prin interpretarea bolilor într-o lumină pozitivă, pacienții sunt încurajați să înțeleagă funcția potențială și semnificația psihodinamică a bolii lor pentru ei înșiși și pentru cei din jurul lor și să își recunoască abilitățile, mai degrabă decât doar patologiile lor.

### Capacități de bază și actuale
Conflictele din viața de zi cu zi, precum și conflictele interioare, care pot duce la tulburări psihologice și boli, sunt adesea legate de judecăți de valoare. În spatele lor stau concepte, de exemplu, de dragoste sau de dreptate sau valori precum ordinea, încrederea sau răbdarea, caracteristici care în psihoterapia pozitivă se numesc capacități actuale. Modurile de comportament, valorile, virtuțile și ideile conflictuale sunt legate de conținuturi specifice ale capacităților actuale, care sunt prezente în toate culturile. Fiecare persoană reacționează în felul său la un concept pe care l-a învățat și l-a dezvoltat pe parcursul vieții sale, un concept care i-a fost imprimat de experiența individuală și care a devenit un model moștenit prin cultură și educație. Punctualitatea sau încrederea, de exemplu, vor fi tratate diferit de două persoane diferite în situații comparabile. Conflictele care duc la suferință și chiar la reacții fizice rezultă adesea din concepții divergente cu privire la capacitățile actuale, ca de exemplu punctualitate sau încredere. Evaluările diferite ale conceptelor rezultă din diferențe culturale și familiale. Importanța punctualității sau a încrederii în comparație cu cea a contactului, a realizării sau a dreptății sunt văzute ca fiind diferite de la un individ la altul. Acest lucru poate duce la conflicte, dar și la schimbări, învățare și lărgirea conceptelor unei persoane. În 1977, Nossrat Peseschkian a introdus termenul de "capacități actuale".
Potrivit lui Peseschkian, fiecare persoană posedă două capacități de bază: Capacitatea de a iubi, exprimată în capacitățile primare ca nevoi emoționale, și capacitatea de a cunoaște, dezvoltată cu ajutorul capacităților actuale secundare, normele sociale. Capacitatea de a iubi își găsește expresia în capacitățile actuale primare, cum ar fi răbdarea, timpul și încrederea. Capacitatea de a cunoaște își găsește expresia în capacitățile actuale secundare, cum ar fi punctualitatea, curățenia și ordinea: "Ne structurăm experiențele cu ajutorul capacității de a cunoaște... Ea conține capacitatea de a învăța (de a colecta experiențe) și de a preda (de a oferi experiențe altora)".
| Capacități primare (Capacități de a iubi)                                  | Capacități secundare (Capacități de cunoaștere)                |
| -------------------------------------------------------------------------- | -------------------------------------------------------------- |
| Iubire/Acceptare                                                           | Punctualitate                                                  |
| Modelare                                                                   | Curățenie                                                      |
| Răbdare                                                                    | Ordine                                                         |
| Timp                                                                       | Obediență/Disciplină/ Supunere                                 |
| Contact                                                                    | Politețe                                                       |
| Sexualitate/Tandrețe                                                       | Sinceritate/Honestitate                                        |
| Încredere                                                                  | Fidelitate                                                     |
| Speranță                                                                   | Dreptate                                                       |
| Credință                                                                   | Realizare                                                      |
| Îndoială                                                                   | Spirit economic                                                |
| Certitudine                                                                | Responsabilitate/ seriozitate                                  |
| Unitate                                                                    | Exactitate                                                     |
|                                                                            | Fidelitate                                                     |
| Nevoile emoționale și capacitatea de relaționare (realizate prin modelare) | Norme sociale și formarea relațiilor (realizate prin educație) |

Peseschkian a dezvoltat "Teoria analitică diferențială" (, p. 25) ca o completare a psihanalizei din acea vreme, care era preocupată în primul rând de fazele de dezvoltare psihosexuală (de exemplu, orală, anală și oedipiană), de dezvoltarea autonomiei și de conflictele dintre id și supra-eu. Analiza diferențială se întreabă ce conținut specific apare în etapele inițiale: Răbdarea părinților, dezvoltarea încrederii, experiența iubirii prin acceptare necondiționată, sunt condiții psihologice necesare pentru o dezvoltare de succes în faza orală. Aceste capacități, cunoscute sub numele de "primare", sunt imprimate copilului prin comportamentul direct al părinților și prin modelarea lor. Capacitățile primare, cum ar fi a avea răbdare (cu sine sau cu ceilalți), a avea încredere (în sine, în ceilalți sau în soartă), a avea și a acorda timp, sunt nevoi de bază pentru dezvoltarea copilului nou-născut. Copilul are nevoie de căldură, de timp, de răbdare și de acceptare empatică și necondiționată pentru a-și dezvolta propriul echilibru interior adecvat vârstei.
Capacitățile actuale primare folosite în relația cu prima persoană de referință (mama) fac posibilă relaționarea cu sine, împăcarea cu sine, perceperea de sine, dezvoltarea unei conștiințe de sine și de lume și, în final, gestionarea adecvată a conflictelor interioare și exterioare. Capacitatea primară de "răbdare" este o condiție prealabilă pentru controlul adecvat al impulsurilor, capacitatea "încredere" este necesară pentru susținerea interioară, căldură și sentimentul de siguranță. Cât de importantă este acceptarea inconștientă și plină de iubire primită din partea mamei, a bunicii care are întotdeauna timp și răbdare, sau a figurii interne a tatălui în care copilul a putut avea încredere atât de deplină încât să se lase să cadă în brațele lui sau să aibă încredere în el în ceva în care nu avea încă încredere cu adevărat de unul singur!.
Capacitățile actuale secundare, cum ar fi punctualitatea, politețea, sinceritatea, dreptatea sau fidelitatea, joacă adesea rol de norme sociale în rezolvarea conflictelor și neînțelegerilor. În mod similar, "ordinea" este unul dintre cele mai frecvente conținuturi ale conflictelor dintre părinți și copii în culturile occidentale, dar și între cupluri. "Dreptatea", o capacitate secundară, și experiența nedreptății trebuie înfruntată și echilibrată din nou și din nou, acceptând cu dragoste, luându-și timp pentru a înțelege și având răbdare. "Supunerea" ca expresie a disciplinei nu este, din motive istorice, foarte apreciată în Germania democratică, dar, în ciuda acestui fapt, este în general acceptată ca un fapt de viață și considerată constructivă în școli, iar libertatea inerentă de a lua decizii este înlocuită de necesitatea de a se supune regulilor. Totuși, acesta este unul dintre cei mai frecvenți factori de conflict în educație. În psihoterapie, conflictele superegoului se evidențiază în situațiile marcate de religie ca declanșatori ai conflictelor de vinovăție.
Este demn de remarcat, dintr-o perspectivă transculturală, faptul că în culturile orientale, capacitățile primare, cum ar fi iubirea, încrederea și contactul, sunt mai valorizate, în timp ce capacitățile secundare, cum ar fi ordinea, punctualitatea și curățenia, sunt mai pronunțate în culturile occidentale. Accentul este determinat încă din fragedă copilărie, de exemplu, atunci când se stabilesc orele de hrănire a copilului și se stabilesc reguli clare cu privire la ora exactă a mesei principale, precum și alte reguli de acest gen. Aceste diferențe duc adesea la neînțelegeri, dar și la conflicte și prejudecăți.
Psihoterapia pozitivă analizează conținutul specific al conflictelor ca declanșatori ai emoțiilor și se concentrează în consiliere sau terapie pe conflictele interioare și exterioare sau pe valorile și capacitățile care sunt conținutul acestor conflicte. Emoțiile care duc la suferință sau simptomele fizice pot fi atunci înțelese ca valori care funcționează într-un conflict de concepte opuse. În acest sens, procesul centrat pe conflict se concentrează mai puțin pe declanșatori și mai mult pe identificarea și apoi pe rezolvarea conflictului.

### Abordare transculturală
Integrarea unei perspective transculturale în psihoterapie nu numai că a fost de la început un obiectiv principal al lui Nossrat Peseschkian, dar a avut și o semnificație sociopolitică pentru el. Nossrat Peseschkian subliniază importanța unei abordări transculturale în psihoterapia pozitivă, aceasta fiind o temă recurentă în întreaga metodă. Această perspectivă oferă elemente valoroase pentru înțelegerea conflictelor individuale și deține implicații sociale semnificative. Probleme precum migrația, interacțiunile cu indivizi din culturi diferite, căsătoriile transculturale, abordarea prejudecăților, modelele alternative din medii culturale diverse și provocările politice care apar în situații transculturale pot fi abordate cu ajutorul acestei abordări.
Includerea factorilor culturali și recunoașterea naturii unice a fiecărui tratament a extins aplicabilitatea PPT și a făcut din ea o metodă eficientă pentru utilizarea în societățile multiculturale. PPT a fost predată și practicată de psihoterapeuți din peste 70 de țări și poate fi considerată o abordare transculturală a psihoterapiei. Prin urmare, principiile PPT constituie fundamentul pentru definirea și construirea domeniului psihoterapiei transculturale, care este esențial pentru educația în psihoterapie, pentru formarea continuă și pentru recunoașterea și adoptarea de noi discipline de psihoterapie.
Semnificația termenului "transcultural" în PPT poate fi înțeleasă în două moduri:
1. În primul rând, se referă la recunoașterea caracteristicilor unice ale pacienților care provin din medii culturale diferite, ceea ce este cunoscut și sub numele de psihoterapie interculturală sau a migranților.
2. În al doilea rând, implică luarea în considerare a factorilor culturali în fiecare relație terapeutică pentru a lărgi repertoriul terapeutului și pentru a promova o conștiință sociopolitică.

PPT este o metodă sensibilă la cultură (conceptul de "unitate în diversitate"), care poate fi adaptată la diverse culturi și situații de viață și nu ar trebui privită ca o formă de "colonizare psihologică" occidentală. Nossrat Peseschkian subliniază importanța aspectului social în psihoterapia pozitivă, sugerând că aceasta poate fi aplicată pe scară largă la diverse relații sociale, cum ar fi cele dintre grupuri, popoare, națiuni și grupuri culturale. Procedând astfel, se poate stabili o teorie socială cuprinzătoare, care să se concentreze pe provocările interacțiunii, pe abilitățile umane și pe circumstanțele economice.
Psihoterapia transculturală nu este doar o comparație între diferite culturi, ci un concept cuprinzător care se concentrează pe dimensiunile culturale ale comportamentului uman. Aceasta caută să înțeleagă modul în care oamenii sunt diferiți și ce au în comun. PPT folosește exemple din alte culturi pentru a-i ajuta pe pacienți să își lărgească propriul repertoriu de comportament și să își relativizeze propria perspectivă. Instrumente precum poveștile, povestirile, normele sociale și Modelul Balanță sunt folosite pentru a promova o perspectivă transculturală. În 1979, Nossrat Peseschkian a folosit termenul de "psihoterapie transculturală" și i-a dedicat un capitol în cartea sa Povești orientale ca instrumente pentru psihoterapie: Negustorul și papagalul. El credea că rezolvarea problemelor transculturale va fi una dintre sarcinile majore ale viitorului, datorită importanței crescânde a dificultăților transculturale în viața privată, la locul de muncă și în politică. Principiul problemelor transculturale devine principiul relațiilor dintre oameni și al rezolvării conflictelor interioare, devenind în cele din urmă obiectul psihoterapiei.

### Primul interviu în psihoterapia pozitivă
Peseschkian a dezvoltat un prim interviu semi-structurat, care este unul dintre puținele din domeniul psihoterapiei psihodinamice. Teza de doctorat a lui Hamid Peseschkian, prezentată în 1988, a fost prima teză de doctorat care s-a ocupat de PPT. Primul interviu în PPT a fost structurat pentru prima dată în această teză, a fost prezentat un chestionar pentru acest prim interviu și a fost realizat un studiu psihodinamic al acestuia. Acest precursor al primului interviu psihodinamic semi-structurat de mai târziu a fost o contribuție semnificativă la psihoterapia psihodinamică și a fost publicat în 1988, împreună cu chestionarul WIPPF privind PPT.
Primul interviu în psihoterapie este o componentă crucială care poate fi comparată cu examinarea medicală și cu întocmirea istoricului în medicina somatică. Acesta servește mai multor scopuri, inclusiv diagnosticarea, planificarea terapiei, prognosticul și generarea de ipoteze. În PPT, primul interviu implică o abordare diagnostică similară cu cea a istoricului medical, dar ia în considerare și factorii de relație și alianța terapeutică. Acesta recunoaște impactul așteptărilor, inclusiv speranța unei terapii eficiente (Snyder, 193-212, Frank). Datorită naturii sale semi-structurate și a conceptelor adaptabile, poate fi aplicată în diverse contexte, cum ar fi terapia individuală, terapia de cuplu, terapia de familie, consilierea și coaching-ul, și este potrivită pentru diverse contexte culturale.
Primul interviu din cadrul PPT este un interviu semi-structurat care include atât întrebări obligatorii, cât și opționale. În funcție de răspunsurile date la întrebările obligatorii, terapeutul poate sau nu să pună întrebările opționale. Întrebările pot fi deschise sau închise și sunt concepute pentru a colecta informații în scopul diagnosticării, terapiei, prognosticării și formulării de ipoteze ( p.31). Interviul poate fi utilizat în timpul întâlnirii inițiale sau în primele ședințe, ca parte a fazei preliminare a terapiei, și poate fi folosit, de asemenea, în scopuri de orientare în prima ședință, terapeutul aprofundând anumite domenii în cadrul ședințelor ulterioare. Primul interviu se poate aplica într-o gamă largă de contexte, inclusiv în terapia cu adulți, copii, tineri, cupluri și familii, precum și în consiliere și coaching, și poate fi adaptat la diferite culturi.

### Model de echilibru
Modelul Balanță este recunoscut pe scară largă și poate fi aplicat în diverse domenii, inclusiv în terapie, auto-ajutorare și terapie de familie. Este comparabil cu conceptul de libido al lui Freud, cu obiectivele de viață ale lui Adler și cu cele patru funcții ale lui Jung: percepția, intuiția, emotia și gândirea. Modelul Balanță oferă o reprezentare structurală a personalității și permite identificarea domeniilor în care un individ ar putea fi deficitar. Prin abordarea acestor domenii, se poate obține un nou echilibru, ceea ce duce la o sinteză în cadrul terapiei.

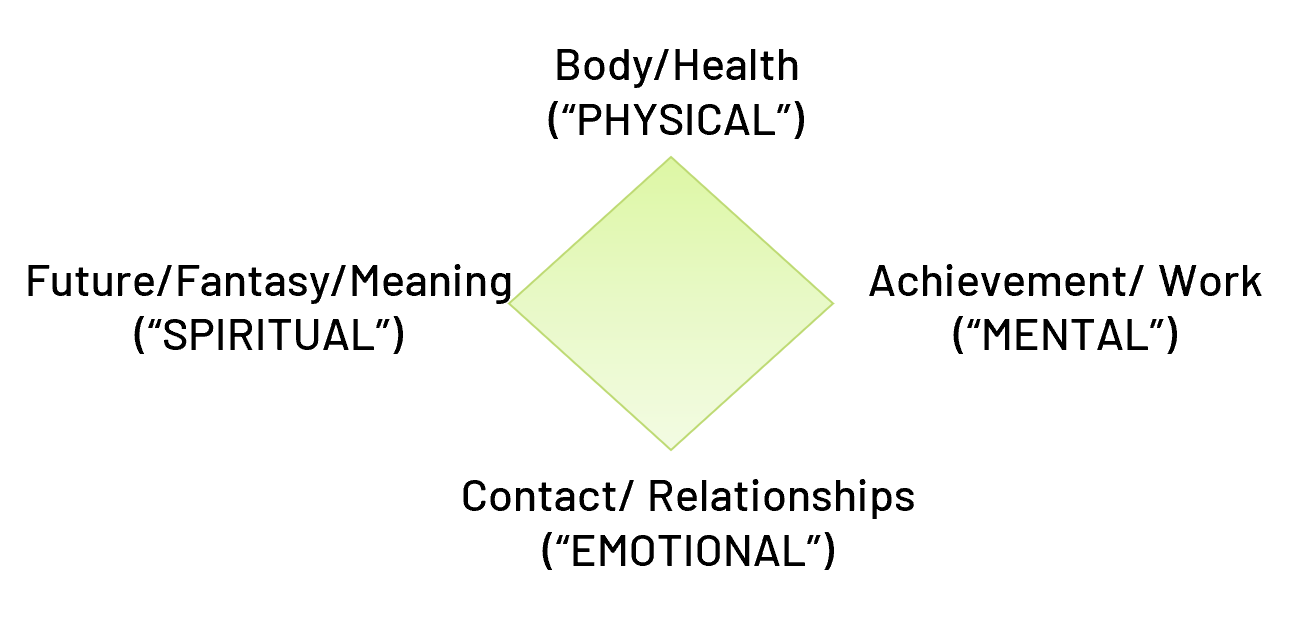
Modelul echilibrului în psihoterapia pozitivă dezvoltat de Nossrat Peseschkian

Modelul de echilibru se bazează pe conceptul că există în esență patru domenii ale vieții în care o ființă umană trăiește și funcționează și care au un impact semnificativ asupra satisfacției generale a individului, a valorii de sine și a capacității de a face față provocărilor. Aceste domenii servesc drept indicatori cheie ai personalității unui individ în momentul prezent și cuprind aspectele biologice-fizice, rațional-intelectuale, socio-emoționale și imaginative, orientate spre valori, ale vieții de zi cu zi. Deși toți indivizii posedă potențialul pentru fiecare dintre aceste domenii, unele pot fi mai proeminente sau unele mai neglijate, în funcție de variațiile în educație și mediu în care persoana a crescut. Energiile, activitățile și reacțiile vieții sunt influențate de aceste patru domenii și sunt conectate la ele:
1. Activități și percepții fizice, cum ar fi alimentația, hidratarea, sexualitatea, somnul, relaxarea, sportul, aspectul și îmbrăcămintea;
2. Realizări și capacități profesionale, cum ar fi o meserie, sarcini casnice, grădinărit, educație de bază și avansată și gestionarea banilor;
3. Relații și stiluri de contact cu partenerii, familia, prietenii, cunoștințele și străinii; angajamente și activități sociale;
4. Planuri de viitor, practici religioase/spirituale, scop/semnificație, meditație, reflecție, moarte, credințe, idei și dezvoltarea viziunii sau a imaginației-fantezie.

Scopul modelului balanță este de a restabili echilibrul între cele patru domenii ale vieții. În tratamentul psihoterapeutic, obiectivul este de a ajuta pacientul să își identifice propriile resurse și să le utilizeze pentru a obține un echilibru dinamic. Mai exact, acest lucru presupune prioritizarea unei alocări echilibrate a energiei, fiecare domeniu primind în mod dinamic o proporție egală (25%) mai degrabă decât o cantitate egală de timp. O unilateralitate prelungită poate duce la conflicte și la îmbolnăviri, printre alte rezultate negative.

### Dimensiunile modelului
Evaluarea impactului experiențelor din copilăria timpurie asupra unui pacient este o sarcină crucială și dificilă în psihoterapia psihodinamică. În PPT, conceptul Dimensiuni model, cunoscut și sub numele de "exemple", "modele de rol" sau "forme de iubire", este utilizat ca instrument pentru a descrie conceptele familiale care modelează experiența și dezvoltarea unui individ. Educația timpurie și mediul influențează dezvoltarea și exprimarea unică a capacităților de bază de iubire și cunoaștere, așa cum a fost descrisă de Nossrat Peseschkian. Modelul balanță ilustrează mijloacele capacității de a cunoaște, în timp ce cele patru dimensiuni ale dimensiunii model ilustrează mijloacele capacității de a iubi.

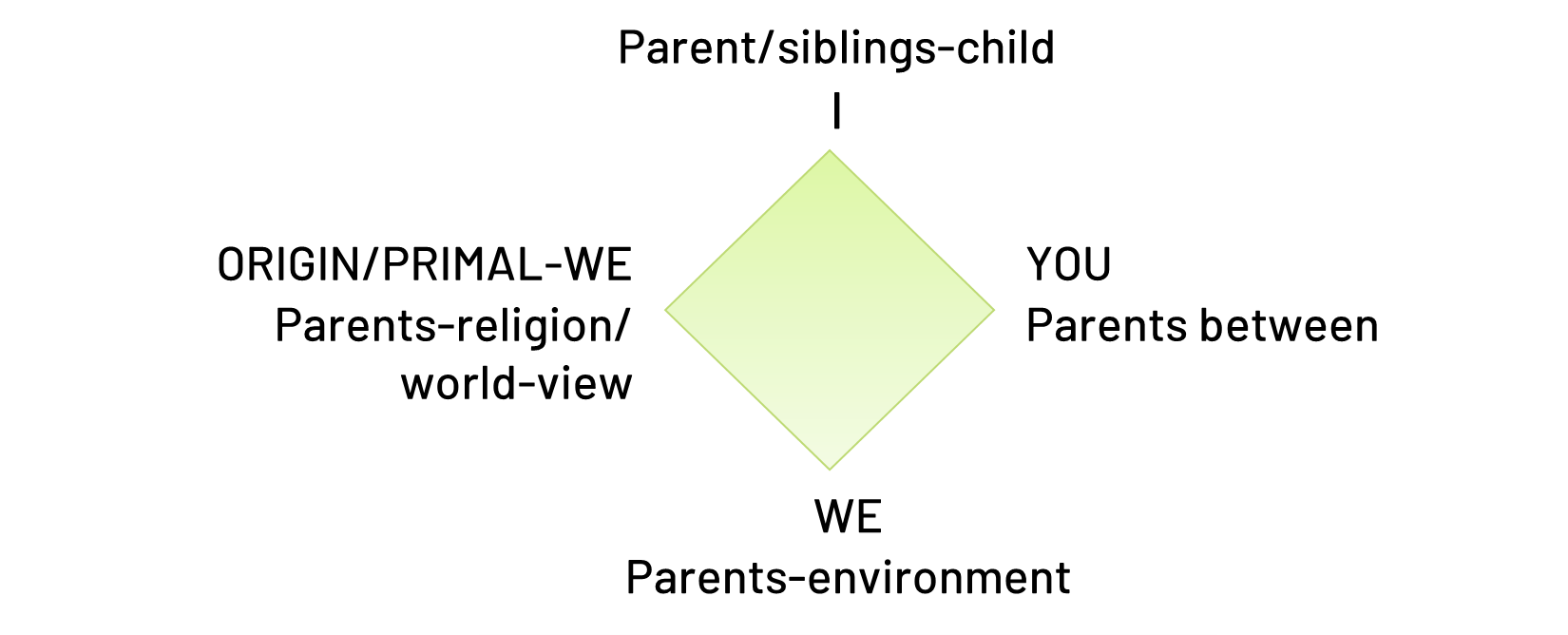
Cele patru dimensiuni ale modelului de psihoterapie pozitivă

Utilizarea celor patru arii ale dimensiunii model în PPT extinde teoriile analitice ale sinelui și obiectului lui Kohut și Kernberg prin introducerea nu numai a dimensiunii "Eu", ci și a dimensiunilor "Tu", "Noi" și "Eul primar". Dimensiunea "Tu" reprezintă relația dintre părinții pacientului sau dintre persoanele semnificative ale acestuia, în timp ce dimensiunea "Noi" include experiențele părinților/persoanelor semnificative cu alte persoane/ cu mediul social. Dimensiunea "Eul primar", care este unică pentru PPT, descrie relațiile dintre persoanele care s-au ocupat în primul rând de îngrijirea pacientului, cum ar fi părinții și bunicii, și filosofia lor de viață sau convingerile lor religioase. Prin încorporarea acestor patru relații de subiect, PPT se extinde asupra teoriilor obiectului interior și se stabilește ca o abordare distinctivă care ar putea influența viitorul terapiilor psihodinamice.
1. Dimensiunea "Eu" este aria care se concentrează pe relația individului cu sine și pe luptele sale de-a lungul vieții, cum ar fi stima de sine, încrederea în sine, acceptarea de sine, imaginea de sine și încrederea de bază versus neîncrederea de bază. Aceste probleme sunt influențate în mare măsură de experiențele din copilărie ale individului și de relația acestuia cu părinții și frații săi. În timpul copilăriei, indivizii învață să își formeze o relație cu ei înșiși bazată pe modul în care le sunt îndeplinite dorințele și nevoile.
2. Dimensiunea "Tu" se referă la relația unui individ cu ceilalți, în special cu partenerul său romantic. Modelul principal pentru această relație este exemplul oferit de părinții individului, în special în propria lor relație. Comportamentul și interacțiunile dintre părinți servesc drept model pentru modalitățile posibile de comportament într-un parteneriat, influențând modul în care individul își formează propria relație cu partenerul romantic.
3. Dimensiunea "Noi" se referă la relația individului cu mediul său social și este influențată în mare măsură de relația părinților cu mediu lor social. Prin socializare, atitudinile față de normele sociale și imaginea a ceea ce înseamnă a fi de succes sunt transferate de la părinți la copiii lor. Aceste atitudini și așteptări sunt legate de relațiile sociale ale familiei, cum ar fi relațiile cu rudele, colegii, grupurile sociale de referință, grupurile de interese, compatrioții și umanitatea în ansamblu. Modalitățile în care părinții stabilesc aceste relații sociale și navighează prin ele modelează înțelegerea și abordarea comportamentului social de către copiii lor.
4. Dimensiunea "Originea/Eul primar" se referă la relația individului cu originea sa sau comunitatea primară, care este influențată în mare măsură de atitudinea părinților săi față de sens, scop, spiritualitate/religie și viziune asupra lumii. Această dimensiune nu se bazează doar pe apartenența formală la o comunitate religioasă, dar este fundamentală pentru întrebarea despre sensul care apare mai târziu în viață. Chiar dacă un individ respinge religia, relația sa cu originea sau comunitatea primară rămâne importantă ca bază pentru alte sisteme de orientare care se așteaptă să ofere sens și scop.

### Modelul conflictului
Modelul conflictelului psihodinamic al lui Peseschkian (a se vedea figura) evidențiază diferențierea conținutului, care este punctul central al disputei, și evaluarea internă a acestuia. Modelul face distincție între conflictul real care apare într-o situație dificilă, conflictul de bază preexistent și conflictul interior inconștient care provoacă simptome fizice și/sau psihice. Termenul "conflict" (din latinescul confligere, care înseamnă a se ciocni sau a se lupta) se referă la incompatibilitatea aparentă a valorilor și conceptelor interioare și exterioare sau la o ambivalență internă. Emoțiile, stările afective și reacțiile fizice pot fi înțelese ca indicatori ai unui conflict interior de valori și de distribuție a capacităților actuale. Prin urmare, în PPT, se pune întrebarea cu privire la conținut: ce provoacă sau declanșează această emoție?.

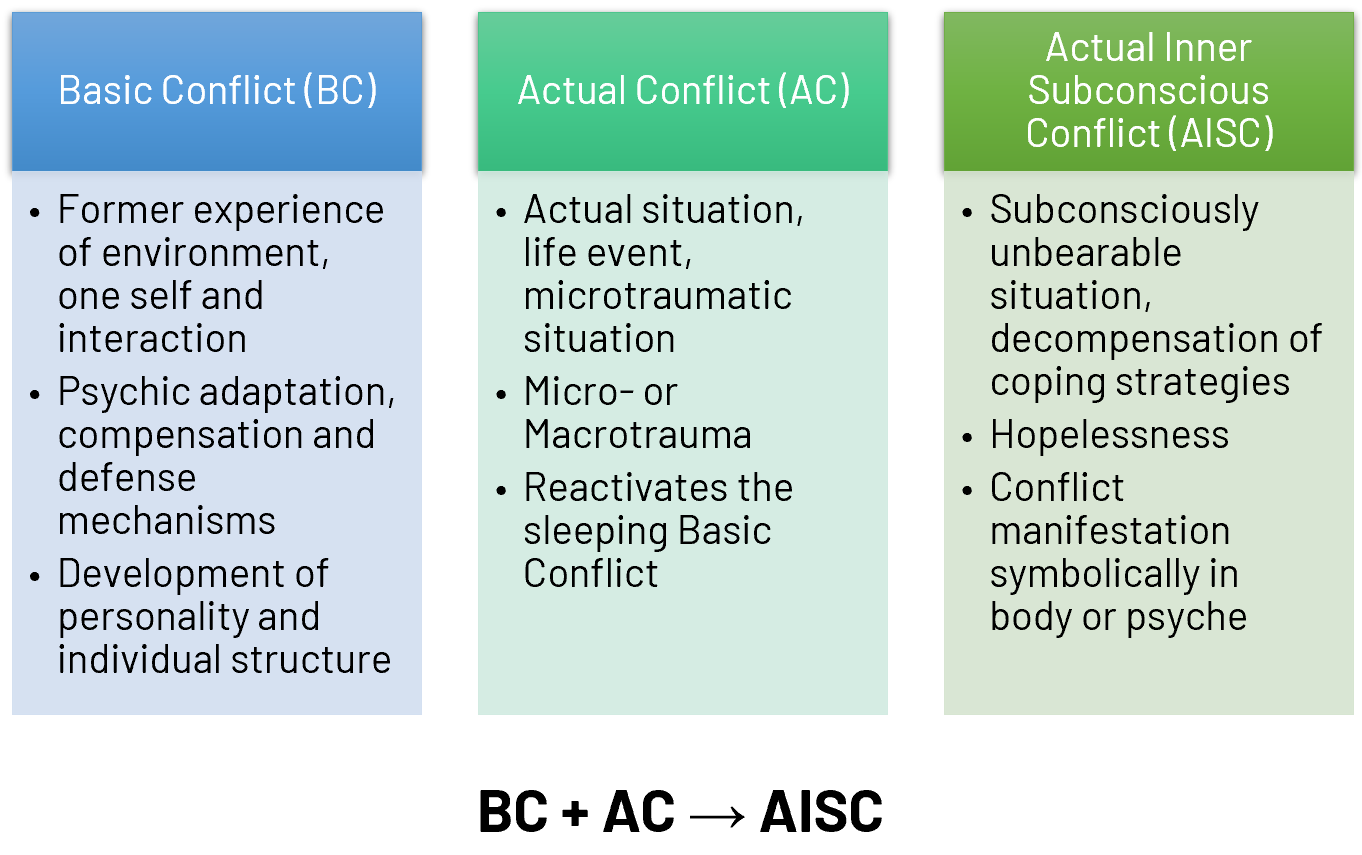
Conceptul celor trei conflicte principale în PPT

Conceptul de "microtraumă" al lui Peseschkian se referă la acumularea de leziuni psihice mici, repetitive, care provoacă microstres sau "banalități, sau fleacuri" ( p. 80) și care pot declanșa conflicte interioare.  Aceste microtraume sunt diferite de evenimentele majore ale vieții sau de macrotraume. Ele sunt considerate a fi conținuturi conflictuale și sunt legate de capacitățile actuale pe care le posedă indivizii, care le permit să formeze relații, dar care pot deveni, de asemenea, o sursă de conflict. Într-un conflict real, atunci când mecanismele de adaptare sunt suprasolicitate, poate apărea un vechi conflict de bază inconștient, care opune nevoi emoționale primare, cum ar fi încrederea, speranța sau tandrețea, unor capacități secundare sau norme sociale, cum ar fi ordinea, punctualitatea, justiția sau deschiderea. Atunci când compromisul anterior care a funcționat pentru a rezolva conflictul de bază nu mai este eficient, apare un conflict interior, ceea ce duce la simptome care sunt văzute ca încercări de rezolvare. Aceste reacții conflictuale pot fi reprezentate cu ajutorul Modelului Balanță, și chiar dacă nu pot aduce o rezolvare, ele au totuși un impact important în viața pacientului.
Atunci când anumite abilități, idei sau principii sunt folosite în mod constant fără a fi adaptate la circumstanțele actuale, ele pot duce la tulburări. Dacă conceptele familiale sau compromisurile făcute în trecut continuă să se repete, poate apărea un conflict interior inconștient, care poate provoca tulburări psihologice, psihosomatice sau fizice. Aceste simptome servesc ca o modalitate prin care pacientul exprimă ceva inconștient și au o semnificație specifică pentru fiecare. Scopul PPT este de a consolida zonele neglijate și capacitățile subdezvoltate în cadrul relației terapeutice și al vieții de zi cu zi, permițându-le pacienților să rezolve eficient conflictele și să atingă un echilibru interior și exterior.

### Abordare narativă folosind povești și înțelepciune
O tehnică specială folosită în PPT este utilizarea terapeutică a poveștilor, povestirilor și proverbelor, care a fost introdusă pentru prima dată de Nossrat Peseschkian în lucrarea sa Povești orientale ca instrumente de psihoterapie - Negustorul și papagalul, în 1979. În timp ce hipnoterapia (Milton Erickson) folosise această abordare, ea nu era obișnuită în terapia psihodinamică până la lucrarea lui Peseschkian. Spre deosebire de Carl Gustav Jung, care s-a concentrat pe basme, metoda Peseschkian folosește o gamă mai largă de instrumente de terapie narativă și de asociere. "Folosind povești și parabole din Orient și din alte culturi, se face un efort pentru a recunoaște și a promova potențialul de autoajutorare al persoanei. Cu referire la semnificația simbolică a proverbelor și a vechilor cuvinte de înțelepciune extrase din multe culturi, persoana căreia îi sunt povestite este condusă în psihoterapie spre o viziune mai pozitivă despre sine" ( p. 92).
Efectul terapeutic intenționat, prin surpriza care apare la utilizarea poveștilor orientale, care poate părea inițial nefamiliar în cultura europeană, s-a dovedit eficient și în alte culturi ( pp. 24-34). Poveștile au funcții multiple în terapie, inclusiv crearea de norme pentru autocomparare și punerea sub semnul întrebării a normelor stabilite pentru a le vedea ca fiind relative și a le flexibiliza. În prima etapă a terapiei, aceste povești pot duce la o schimbare de perspectivă, care este apoi utilizată în etapele următoare. Poveștile pot facilita, de asemenea, eliberarea emoțiilor și gândurilor, jucând adesea un rol critic în terapie. Poveștile în terapie servesc ca o oglindă care permite cititorilor sau ascultătorilor să se identifice cu personajele și cu experiențele lor, reflectând asupra propriilor nevoi și situații. Prin prezentarea de soluții, poveștile pot acționa ca modele pe care pacienții le pot compara cu propria abordare, ceea ce duce la interpretări mai largi și la un potențial de schimbare. În plus, povestirea este deosebit de eficientă pentru a-i ajuta pe pacienții care sunt rezistenți la schimbare și care se agață de idei vechi și învechite.

### Concepte în cinci etape
Conceptele în cinci pași utilizate în terapia individuală și de familie, asemănătoare celor cinci degete ale fiecărei mâini, se aseamănă foarte mult cu procesul natural observat în psihoterapia de grup descrisă de Raymond Battegay, în psihodrama descrisă de Moreno și în educația suplimentară a oamenilor descrisă de Alfred Adler. Ceea ce diferențiază abordarea lui Peseschkian este aplicarea sistematică a acestui model de proces la psihoterapie. Procedura în cinci pași servește ca o foaie de parcurs atât pentru terapeut, cât și pentru client, pentru a găsi cele mai eficiente mijloace de autoajutorare. Cercetările în domeniul terapiei au arătat că, cu cât gestionăm mai bine situațiile dificile de terapie și reflectăm mai bine asupra relației terapeutice, cu atât este mai probabil ca rezultatul terapiei să fie mai reușit.
Cele trei stadii de interacțiune în terapie (atașament, diferențiere, detașare) implică un proces de comunicare în 5 etape, care este utilizat atât în cadrul ședințelor individuale, cât și pe parcursul terapiei.
1. Primul pas este acceptarea, observarea și distanțarea, care implică o schimbare de perspectivă.
2. Al doilea pas presupune inventarierea, diferențierea conținutului și a contextului conflictului și a punctelor forte ale pacientului.
3. A treia etapă este încurajarea situațională, în care se dezvoltă autoajutorarea și sunt găsite resursele.
4. Al patrulea pas implică rezolvarea conflictului prin verbalizare.
5. Cea de-a cincea și ultima etapă, numită extinderea scopurilor, implică reflectarea, rezumarea și testarea unor noi concepte, strategii și perspective, cu un accent orientat spre viitor.

Această abordare structurată a comunicării este unică pentru metoda Peseschkian și contribuie la succesul rezultatelor terapiei. Acest proces terapeutic este axat pe viitor și pe schimbare și implică utilizarea conceptelor din trecut care sunt eficiente pentru prezent. În plus, concepte din alte discipline psihoterapeutice sunt utilizate atunci când este cazul (aspect integrativ). Pacientul și anturajul său participă activ la înțelegerea procesului de boală (autoajutorare).
Cele 5 etape din PPT servesc drept structură pentru comunicarea în cadrul unei ședințe de terapie sau pe parcursul întregului proces terapeutic, care altfel ar fi lipsit de direcție. Prin utilizarea unei înțelegeri profunde, a unor întrebări deschise, a unor povești, a unor declanșatori de asociere și prin reluarea temelor anterioare, terapeutul facilitează deschiderea și auto-reflecția pacientului. Procesul oferă atât terapeutului, cât și pacientului un punct de plecare și un sentiment de siguranță, pregătindu-l pe pacient să lucreze la conflicte și să se angajeze în autoajutorare, mai ales după ce terapia s-a încheiat.

## Aplicație

### Domenii de aplicare a PPT
Metoda de psihoterapie pozitivă, care a fost inițial dezvoltată pentru psihoterapie, s-a extins dincolo de aplicația sa tradițională și a fost aplicată în diverse domenii, cum ar fi consilierea, pedagogia și asistența socială. În Germania, PPT este utilizată în consiliere din 1992, în timp ce în Bulgaria este utilizată în pedagogie din același an. În China, a fost folosită pentru a instrui asistenții sociali cu privire la tulburările de sănătate mintală, pentru a face față familiilor cu dificultăți și ajuta la prevenirea epuizării, începând cu 2014. PPT a fost, de asemenea, utilizat ca bază pentru programe de formare specializată în terapia copiilor și a tinerilor în Bulgaria începând din 2006, iar ulterior în Ucraina și Rusia. Profesioniști din diverse țări, precum Germania, Bulgaria, Cipru, Turcia, Kosovo, China, Bolivia și Ucraina, s-au specializat în terapia familială pozitivă și în consilierea bazată pe PPT. Ca urmare, PPT a devenit un mijloc de împărtășire a competențelor și experiențelor psihoterapeutice în diferite domenii profesionale și culturale.
Concepută inițial ca un tratament psihosomatic pozitiv fundamental pentru sănătate mintală, medicină psihosomatică, prevenire și psihoterapie, Psihoterapia Pozitivă a fost utilizată de numeroși medici din Germania. Abordarea a fost implementată într-un număr mare de spitale, precum și în cadrul programului de formare aprobat de stat al Academiei de Psihoterapie din Wiesbaden pentru terapia psihodinamică din Germania.

### În afara psihoterapiei
Psihoterapia pozitivă și-a găsit aplicații într-o gamă largă de contexte, inclusiv în educație și școli, psihologia religiei, formări pentru profesori, managementul timpului, diverse contexte de consiliere, formare în management, seminarii de pregătire pentru parteneriat sau căsătorie, recrutare, formări pentru juriști și mediatori; forțele armate, societate, ofițeri și politicieni; traininguri interculturale, naturopatie și terapie de comandă (cunoscută și sub numele de medicină minte-corp), prevenirea burnout-ului și supervizare. În plus, PPT este utilizată în coaching, consiliere familială și consiliere generală.

## Tratament

### Practică
Psihoterapia pozitivă este utilizată pentru tratamentul diferitelor afecțiuni psihice, inclusiv tulburările de dispoziție (afective), tulburările nevrotice, tulburările legate de stres, tulburările somatoforme și anumite sindroame comportamentale, așa cum sunt clasificate în ICD-10 (capitolele F3-5). De asemenea, s-a dovedit a fi promițătoare în abordarea tulburărilor de personalitate într-o anumită măsură (capitolul F6). PPT a fost integrată cu succes în terapia individuală tradițională și a fost considerată benefică în cadrul terapiei de cuplu, de familie și de grup. În plus, PPT a fost aplicată în domeniul psihiatriei, demonstrându-și eficacitatea atunci când se lucrează cu pacienți (post)psihotici și în settingul de grup din cadrul spitalelor de psihiatrie, unde utilizarea poveștilor și a anecdotelor s-a dovedit a fi deosebit de eficientă.

### Auto-ajutorare
Cărțile lui Peseschkian sunt destinate în mod special celor care nu sunt experți și care doresc să se ajute singuri. Lucrările sale, cum ar fi "The Psychotherapy of Everyday Life" (1977 germană, 1986 engleză), sunt concepute pentru a ajuta indivizii să gestioneze neînțelegerile. În mod similar, "În căutarea sensului" (1983 germană și 1985 engleză) oferă îndrumări pentru navigarea în crizele vieții. În plus, cărți precum "If You Want Something You Never Had, Then Do Something You Never Did" (2011) se concentrează pe rezolvarea conflictelor interpersonale.  În plus, persoanele pot urma cursuri de specializare pentru a deveni consultanți certificați în psihoterapie pozitivă, ceea ce le permite să faciliteze medierea conflictelor și să promoveze autoajutorarea în timpul situațiilor dificile.

## Formări

### Formări PPT
Programul principal de formare postuniversitară al WAPP este împărțit în trei părți. Aceste părți sunt concepute într-o ordine secvențială, adică trebuie să fie finalizate succesiv, începând cu nivelul cel mai scăzut.
- Consultant în Psihoterapie Pozitivă (200 h - inclusiv teorie și autodescoperire).
- Psihoterapeut Candidat pentru Psihoterapie Pozitivă (710 h - incl. teorie, supervizare și autocunoaștere).
- Psihoterapeut Pozitivist Certificat European (1400 h - inclusiv teorie, practică, supervizare și autocunoaștere).

Cursurile sunt împărțite în module de 3 sau 4 zile fiecare, care se desfășoară pe parcursul mai multor luni, în funcție de tipul de curs. Formarea în psihoterapie pozitivă și transculturală constă în trei părți de conținut:
- Teorie. Învățarea tuturor conceptelor și instrumentelor de bază ale psihoterapiei pozitive și transculturale.
- Autocunoaștere. În primul rând, autocunoașterea educațională ar trebui să ajute studenții (candidați, rezidenți, stagiari) să își dezvolte o identitate psihoterapeutică psihodinamică. Se urmărește ca auto-reflecția studentului să fie consolidată și dezvoltată. Aceștia ar trebui să se întâlnească cu propriul conflict interior central și cu propria structură de personalitate. De asemenea ar trebui să experimenteze ei înșiși modul în care funcționează psihoterapia și cât de dificil poate fi acest proces. Experiențierea personală a inconștientului este aspectul central al autocunoașterii psihodinamice. Chiar dacă autocunoașterea educațională se ocupă de probleme personale, nu este o terapie personală. Studentul nu este un pacient, ci un viitor coleg și un viitor psihoterapeut. Dacă în timpul autocunoașterii educaționale studentul și/sau formatorul său constată că există multe probleme personale nerezolvate, atunci studentul va fi îndrumat să urmeze o terapie personală. Acest lucru înseamnă că o terapie personală nu poate fi luata în considerare ca proces de autocunoaștere educațională[94].
- Supervizarea este o componentă esențială a psihoterapiei pozitive, cuprinzând atât formate individuale, cât și de grup. În cadrul PPT, supervizarea depășește simpla înțelegere a situației terapeutice și urmărește să dezvolte abilitățile și capacitățile supervizatului pe baza propriilor nevoi și a celor ale pacienților săi. Supervizarea de grup este frecventă în PPT, deoarece procesul structurat se pretează bine la beneficii practice și la un efect didactic. Formatul cel mai frecvent implică concentrarea asupra unui caz în timpul unei sesiuni cu un supervizat, restul grupului acționând ca participanți, inclusiv supervizorul. Această abordare permite supervizorului să îi implice pe ceilalți participanți ca și co-supervizori, îmbogățind perspectiva supervizatului asupra cazului cu puncte de vedere suplimentare și perspective diverse din partea întregului grup[95][96].

### Certificare PPT
După finalizarea cu succes a fiecărui curs PPT, participantul primește un certificat eliberat de Asociația Mondială pentru Psihoterapie Pozitivă și Transculturală (WAPP), semnat de formatorul principal al cursului și de președintele Asociației. WAPP certifică formatorii de psihoterapie pozitivă. Doar formatorii acreditați de WAPP au dreptul să semneze și să înmâneze certificatele oficiale WAPP.

### Standarde de formare
WAPP a dezvoltat standarde universale de formare pentru formările postuniversitare în psihoterapia pozitivă. Aceste standarde sunt obligatorii în toată lumea. Standardele pot fi diferite în unele țări. Dar standardele definite de WAPP reprezintă cerințele minime, care trebuie îndeplinite.

### Educația formatorilor
WAPP formează și certifică formatori pentru cursurile de bază și avansate (de master); ( p. 26):
- Formator pentru cursul de bază de psihoterapie pozitivă
- Formator pentru cursul avansat (de master) de psihoterapie pozitivă

Psihoterapeuții certificați în psihoterapie pozitivă care doresc să devină ei înșiși formatori pentru PPT pot participa la un program de formare pentru formatori, care include un examen și însoțirea unui curs complet în calitate de candidat-formator.

### Reuniuni internaționale și proiecte de formare
Asociația Mondială pentru Psihoterapie Pozitivă organizează periodic întâlniri naționale și internaționale, de exemplu conferințe, seminarii pentru formatori și congrese mondiale Începând cu anul 2000, au avut loc anual seminarii internaționale de formare și, din 1997, șapte congrese mondiale.

### Dezvoltare și rețea internațională
În ultimii 40 de ani, psihoterapia pozitivă s-a axat în principal pe tratament, formare și publicare.
În 1979, Institutul de formare postuniversitară pentru psihoterapie și terapie familială din Wiesbaden a fost înființat ca un centru de formare postuniversitară pentru medici în Wiesbaden, Germania. În 1999, a fost înființată Academia de Psihoterapie din Wiesbaden (WIAP), o academie de psihoterapie postuniversitară, autorizată de stat, cu o clinică ambulatorie mare, pentru formarea psihologilor și a specialiștilor în științele educației.
Sediul central internațional se află în Wiesbaden, Germania. Psihoterapia pozitivă este reprezentată la nivel internațional de Asociația Mondială de Psihoterapie Pozitivă și Transculturală (WAPP). Consiliul de conducere internațional al acesteia este ales o dată la doi ani. Există asociații naționale și regionale în aproximativ zece țări.
PPT și terapeuții săi au fost implicați în dezvoltarea internațională a psihoterapiei și sunt membri activi ai asociațiilor internaționale și continentale.

## Cercetare

### Progrese în cercetare și aplicații
Primele publicații în domeniul PPT datează din 1974. De atunci, această metodă a fost prezentată în numeroase cărți, lucrări științifice și alte publicații. PPT îndeplinește cele patru principii postulate de Grawe pentru eficiența psihoterapiei:
- activarea resurselor,
- actualizarea,
- gestionarea problemelor,
- clarificarea terapeutică.

Un studiu privind eficacitatea și asigurarea calității psihoterapiei pozitive a fost realizat între 1994 și 1997 de către 32 de membri ai Asociației Germane pentru Psihoterapie Pozitivă sub îndrumarea lui Nossrat Peseschkian, Karin Tritt și Birgit Werner. Studiul a urmărit să fundamenteze afirmația conform căreia PPT este o formă clasică și integrativă de terapie ( p. 9) bazată pe modelul lui Grawe. Acesta a fost efectuat în condiții controlate și a fost primul de acest gen, iar rezultatele arată că metoda PPT pe termen scurt este eficientă.
Studiul longitudinal de eficacitate realizat de Asociația Germană pentru Psihoterapie Pozitivă a examinat eficacitatea PPT în practica clinică zilnică. Un total de 402 pacienți cu diverse tulburări de sănătate mintală au fost tratați de 22 de terapeuți instruiți în PPT, incluzând medici, psihologi și profesori. Pacienții au fost comparați cu un grup de control format din 771 de persoane aflate pe o listă de așteptare pentru terapie din cauza unor boli somatice. Procentele reprezintă proporția de pacienți cu diferite tipuri de tulburări: 23,6% aveau tulburări depresive, 19,8% aveau tulburări de anxietate și panică, 21,2% aveau tulburări somatoforme, 20,5% aveau tulburări de adaptare, 8,2% aveau tulburări de personalitate, 3,4% aveau dependențe și 3,4% au fost diagnosticați recent cu tulburări somatice. Studiul a utilizat o baterie de teste psihometrice, inclusiv SCL-90R, VEV, Gießen-Test, WIPPF, IPC, IIP-D, GAS și BIKEB, pentru a măsura eficacitatea PPT. Studiul a inclus, de asemenea, o interogare retrospectivă a pacienților după terminarea PPT la intervale de 3 luni până la 5 ani în trei grupuri de 84, 91 și 46 de pacienți. Studiul a constatat rezultate pozitive în ceea ce privește eficacitatea PPT în tratarea diferitelor tulburări de sănătate mintală. Acest lucru înseamnă că efectele pozitive ale PPT s-au menținut chiar și după ce a trecut o perioadă semnificativă de timp de la încheierea terapiei. Studiul a constatat, de asemenea, că pacienții tratați cu PPT au raportat o îmbunătățire semnificativă a calității vieții lor, măsurată prin testul Gießen-Test (p ≤ 0,005), și a relațiilor lor interpersonale, măsurată prin lista de verificare interpersonală (IPC) și Inventarul problemelor interpersonale (IIP-D) (p ≤ 0,005). În plus, pacienții tratați cu PPT au prezentat o creștere semnificativă a capacității lor de adaptare, măsurată prin Scala capacității de adaptare (BIKEB) (p ≤ 0,005). În general, studiul a demonstrat că PPT este o formă eficientă de terapie pentru o serie de tulburări de sănătate mintală și că efectele sale pozitive pot fi menținute în timp (p ≥ 0,05; VEV: F = 1179; SCL-90-R: F = 2473).
În timpul discuției, cercetătorii au explorat dilema alegerii între un proiect experimental care acordă prioritate validității interne și unul realizat în condiții controlate pentru a obține o validitate externă ridicată. Aceștia au recunoscut lipsa nefericită a studiilor de eficacitate și au evidențiat faptul că designul experimental utilizat în acest studiu ar putea fi considerat un punct forte semnificativ. Studiul de asigurare a calității asistat de calculator privind psihoterapia pozitivă (PPT) a primit Premiul Richard Merten în 1997, care este unul dintre cele mai prestigioase premii din sectorul sănătății din Europa. Premiul a fost acordat de către administratorii acestuia începând din 1992, cu scopul de a recunoaște munca excepțională care contribuie la îmbunătățirea tratamentului medical, farmaceutic sau de asistență medicală și reprezintă un progres notabil în domeniul medical, social, sociopolitic sau economic în cadrul industriei sănătății.

### Lucrări academice
Aplicabilitatea pe scară largă și adaptabilitatea culturală a PPT sunt atribuite numeroșilor colegi care sunt motivați și susținuți să efectueze cercetări științifice. În plus, mulți practicieni care au fost expuși la PPT își văd reaprins interesul pentru publicare, deoarece nu mai sunt legați de limitările și cerințele unei anumite școli. Există dovezi că aproximativ 5 teze postdoctorale și aproape 20 de teze de doctorat au fost publicate pe PPT, în principal din Germania, Rusia, Bulgaria și Ucraina. În plus, aproximativ 50 de teze de licență și de masterat au fost scrise pe această temă.
Cea mai mare parte a cercetărilor privind PPT s-a axat pe aplicațiile sale în domeniile psihosomatic, medical, psihiatric, psihologic și pedagogic. Această concentrare oferă o privire asupra domeniilor potențiale de cercetare științifică viitoare. O trecere în revistă a subiectelor abordate în aceste lucrări academice indică faptul că PPT are o gamă largă de aplicații clinice și non-clinice, acordându-se o atenție deosebită anumitor modele.
Pe lângă cercetările privind psihosomatica în diferite sisteme de organe, există, de asemenea, studii comparative și transculturale. Aceste studii s-au axat pe aspectele unice ale relației terapeutice și pe modul în care aceasta poate fi aplicată în contexte educaționale. Unele dintre cercetări au fost efectuate în cadrul social-pedagogic, subliniind aplicațiile și posibilitățile potențiale ale "pedagogiei pozitive".

### Publicații
Publicațiile privind psihoterapia pozitivă constau în materialul de bază de mare anvergură scris de fondatorul acesteia și în lucrările studenților săi. Acestor publicații academice li s-au alăturat lucrări de popularizare a științei care au apărut în diverse periodice și care nu apar în listele de literatură științifică. Peseschkian a scris 29 de cărți care au fost traduse în nu mai puțin de 23 de limbi. Cea mai răspândită carte este Povești orientale ca instrumente în psihoterapia pozitivă: Negustorul și papagalul.  Alte cărți de bază sunt: Psihoterapia vieții cotidiene, Psihoterapia pozitivă, Terapia familială pozitivă și Psihoterapia pozitivă în medicina psihosomatică. În ultimii săi ani, Peseschkian a publicat o serie de cărți de autoajutorare dedicate diferitelor domenii ale vieții.
Începând cu înființarea revistei German Journal of Positive Psychotherapy în 1977, colegii din PPT au fost încurajați să publice rezultatele cercetărilor lor și să împărtășească cazurile lor. În plus, publicațiile sursă ale lui Peseschkian au început să acumuleze publicații secundare începând cu anii 1990. Pe măsură ce în ultimii 20 de ani s-au format noi asociații naționale de psihoterapie pozitivă în diferite țări, au fost fondate reviste de PPT în Rusia, Ucraina, Bulgaria și România.
Lista unora dintre principalele publicații PPT este următoarea:
- Peseschkian, Nossrat (1987). Psihoterapia pozitivă - Teoria și practica unei noi metode. Berlin: Springer-Verlag. ISBN 978-0-387-15794-8. (tradus) (prima ediție germană 1977)
- Peseschkian, Nossrat (2016). Poveștile orientale ca tehnici în psihoterapia pozitivă. Bloomington, SUA: AuthorHouse. ISBN 978-1524660871. (prima ediție în limba germană, 1977)
- Peseschkian, Nossrat (2016). În căutarea sensului: Psihoterapia pozitivă pas cu pas. Bloomington, SUA: AuthorHouse. ISBN 978-1524631611. (prima ediție în limba germană, 1983)
- Peseschkian, Nossrat (2016). Terapia familială pozitivă: Manual de psihoterapie pozitivă pentru terapeuți și familii. Bloomington, SUA: AuthorHouse. ISBN 978-1524662042. (prima ediție în limba germană 1980)
- Peseschkian, Nossrat (2016). Psihosomatica pozitivă: Manual clinic de psihoterapie pozitivă. Bloomington, SUA: AuthorHouse. ISBN 978-1524636616.
- Peseschkian, Nossrat (2016). Psihoterapia pozitivă a vieții de zi cu zi: A Self-Help Guide for Individuals, Couples and Families with 250 Case Stories (Un ghid de autoajutor pentru persoane, cupluri și familii cu 250 de cazuri). Bloomington, SUA: AuthorHouse. ISBN 978-1524631437. (prima ediție în limba germană 1974).
- Messias, Erick; Peseschkian, Hamid; Cagande, Consuelo, eds. (2020). Psihiatrie, psihoterapie și psihologie pozitivă. Aplicații clinice. Springer Nature Switzerland AG. ISBN 978-3-030-33263-1.

### Jurnalul PPT
The Global Psychotherapist (JGP) este o revistă digitală care se axează pe psihoterapia pozitivă, urmând principiile stabilite de Peseschkian încă din 1977. Aceasta servește ca o platformă interdisciplinară pentru publicarea de articole legate de practica și utilizarea abordării umanist-psihodinamice a psihoterapiei pozitive și transculturale. Revista funcționează semestrial, lansând numere în ianuarie și iulie. Articolele trimise la JGP sunt supuse unui proces riguros de evaluare inter pares dublu-orb pentru a asigura calitatea și integritatea publicației. Revista acceptă articole în limbile engleză, rusă și ucraineană.
- ISSN: 2710-1460 (online)
- DOI: 10.52982/197700

The Global Psychotherapist aderă la o politică de acces deschis care promovează diseminarea liberă a informațiilor științifice și încurajează schimbul global de cunoștințe, cu scopul final de a promova progresul social. Revista crede cu tărie în oferirea accesului nerestricționat la conținutul său, în beneficiul comunității mai largi. Autorii au libertatea de a alege licența sub care se publică lucrările lor, păstrând în același timp drepturile depline asupra conținutului lor.
În plus, politica editorială a revistei permite autorilor să depună orice versiune a articolelor publicate într-un depozit la alegere, fie că este vorba de un depozit instituțional sau de orice altă platformă adecvată, fără nicio perioadă de embargo. Acest lucru asigură faptul că rezultatele cercetării rămân accesibile și ușor disponibile în beneficiul comunității academice.